# Bimbo Tjihero
Bimbo Tjihero (1º dicembre 1969) è un ex calciatore namibiano, di ruolo difensore.

## Carriera

### Nazionale
Ha collezionato 4 presenze in Nazionale.